# Olympische Sommerspiele 1992/Teilnehmer (Togo)
| Gelbes Symbol für Goldmedaillen mit stilisierten Olympischen Ringen | Graues Symbol für Silbermedaillen mit stilisierten Olympischen Ringen | Braundes Symbol für Bronzemedaillen mit stilisierten Olympischen Ringen |
| ------------------------------------------------------------------- | --------------------------------------------------------------------- | ----------------------------------------------------------------------- |
| —                                                                   | —                                                                     | —                                                                       |

Togo nahm an den Olympischen Sommerspielen 1992 in Barcelona, Spanien, mit einer Delegation von sechs Sportlern (allesamt Männer) an fünf Wettkämpfen in zwei Sportarten teil. Medaillen konnten keine gewonnen werden. Es war die vierte Teilnahme an Olympischen Sommerspielen für das Land. 

## Teilnehmer nach Sportarten

### Leichtathletik
4 × 100 Meter Staffel
- Ergebnisse
Runde eins: in Lauf eins (Rang fünf) für das Halbfinale qualifiziert, 39,77 Sekunden
Viertelfinale: ausgeschieden in Lauf zwei (Rang sieben), 39,84 Sekunden
- Mannschaft
Kouame Aholou
Kossi Akoto
Koukou Franck Amégnigan
Boeviyoulou Lawson

Einzel
- Kossi Akoto
  - 400 Meter

Runde eins: ausgeschieden Lauf drei (Rang sechs), 46,97 Sekunden

- Boeviyoulou Lawson
  - 100 Meter Lauf

Runde eins: ausgeschieden in Lauf vier (Rang vier), 10,69 Sekunden
  - 200 Meter Lauf

Runde eins: in Lauf drei (Rang drei) für das Viertelfinale qualifiziert, 21,05 Sekunden
Viertelfinale: ausgeschieden in Lauf fünf (Rang acht), 21,47 Sekunden

### Radsport
- Koku Ahiaku
  - Straßenrennen (194 km)

Finale: Rennen nicht beendet (DNF)

- Komi Moreira
  - Straßenrennen (194 km)

Finale: Rennen nicht beendet (DNF)